# Andrew Tembo
Andrew Tembo (Lusaka, 19 agosto 1971) è un ex calciatore zambiano, di ruolo centrocampista.

## Carriera

### Club
Ha cominciato a giocare in patria, nello Zamsure. Nel 1994 si è trasferito in Francia, all'Olympique Marsiglia. Con il club francese ha debuttato in Ligue 2 il 22 ottobre 1994, in Olympique Marsiglia-LB Châteauroux (0-4), subentrando al minuto 64 a Hamada Jambay. Nel 1995 è tornato allo Zamsure. Nel 1997 è stato acquistato dall'Odense, club danese. Ha militato nell'Odense fino al 2006, collezionando 248 presenze e 13 reti. Nel 2007 è stato ingaggiato dall'Ølstykke. Nel 2007 è passato all'Hjørring. Nella stagione 2008-2009 ha militato nel B 1909.

### Nazionale
Ha debuttato in Nazionale il 23 maggio 1993, nell'amichevole Zambia-Malawi (0-1). Ha messo a segno le sue prime due reti con la maglia della Nazionale il 5 novembre 1995, nell'amichevole Zambia-Giamaica (4-2), siglando la rete del momentaneo 1-0 al minuto 15 e la rete del definitivo 4-2 al minuto 88. Ha partecipato, con la Nazionale, alla Coppa d'Africa 1996, alla Coppa d'Africa 1998 e alla Coppa d'Africa 2000. Ha collezionato in totale, con la maglia della Nazionale, 47 presenze e 9 reti.

## Palmarès

### Club

#### Competizioni nazionali
- DBUs Landspokalturnering: 1

Odense: 2001-2002